# Sablia alopecuri
Sablia alopecuri är en fjärilsart som beskrevs av Jean Baptiste Boisduval 1840. Sablia alopecuri ingår i släktet Sablia och familjen nattflyn. Inga underarter finns listade.